# BrettSpielWelt

BrettSpielWelt Java用戶端程式

BrettSpielWelt（常被縮寫為BSW）是一個完全免費的德國線上棋盤遊戲入口網站。BrettSpielWelt是德文，該字可譯為「棋盤遊戲世界」。BrettSpielWelt提供了超過六十種經典的棋盤遊戲及卡片遊戲線上版本，如雙陸棋、吹牛骰、卡卡頌、Can't Stop、圍棋、失落的城市、卡坦島、電力公司、Tichu等。使用者可以使用支援Java的瀏覽器進行遊戲，或是到官方網站下載Java用戶端程式。進行遊戲並不需要註冊帳號，但使用註冊的帳號可以使用更多的功能及權限。
BrettSpielWelt本身是獨立、非商業、並且沒有廣告的，唯一的例外是該網站所提供線上遊玩的遊戲，會間接得到廣告的效果。由於這個網站相當地受歡迎，許多棋盤遊戲發行商在他們開始發行遊戲時，就會把版權提供給BrettSpielWelt。

## 歷史
BrettspielWelt起始於1998年，發起人Alexander Zbiek的原意是想要和他的朋友在透過網際網路玩棋盤遊戲。第一版的BrettspielWelt架設在慕尼黑的Leibniz計算中心。後來Zbiek與Regina Michl、Tobias Lang及Sebastian Mellin組成了一個開發團隊。花了一段時間改善程式的穩定性及擴充性後，在2000年公開。
在2007年三月時，BrettspielWelt已經提供超過60種的遊戲。

## 社群及語言
BrettSpielWelt的會員可以自由的參加meta-game。在每場遊戲中，玩家會獲得經驗點數、額度及資源。在meta-game中玩家可以建立社群、建築，讓玩家們可以在社群中互相認識、交談、玩遊戲。隨著個玩家的階級和虛擬財富增加，他可以在線上的世界中建立一個虛擬的房子，並在其中放置一些遊戲。當有人使用這些設施時，就會幫社群賺取額度及資源。
譯註：meta-game此字應常用於賽局理論中的『元博弈』（meta-game），或桌上RPG的超遊戲思維（metagaming, meta-game thinking）。此處應是BSW創造的用法，意指遊戲外的遊戲，故暫且不譯，使用原文。

### 各種語言的社群
雖然BSW是德國的網站，現在上面已經建立了各種使用不同語言的社群。例如使用繁體中文的使用者可以至Chinese社群尋求協助。以下列出一些使用不同語言的社群：
| 英語     | Concordia, EnglishTown, Emerald.City, Smallville, The.Great.White.North |
| 中文     | Formosa , Chinese                                                       |
| 日文     | JapaneseIsle, Samurai                                                   |
| 香港玩家 | LionRock                                                                |
| 荷蘭語   | DeLageLanden                                                            |
| 法語     | CarcassonnePlage, BurgundyRidge                                         |

### 軟體語言支援
BrettSpielWelt的預設語言是德文，要使用英文或繁體中文進行遊戲的話，須到官方網站下載用戶端程式，安裝後並使用文字編輯器打開Brettspielwelt.prop檔案。將 "Nation = de" 替換為 "Nation = en" 或"Nation = zh-tr" 即可。
目前軟體本身並沒有中文語系的支援不是所有的遊戲都有提供英文語系的轉換，但是使用者可以到使用英文或中文的頻道或社群尋求協助。

## 遊戲
BrettSpielWelt提供超過60種的遊戲，大部份以德式桌上遊戲為主，
但也有一些例外（如圍棋、Can't Stop）。以下列出曾獲德國桌上遊戲的兩大獎項的精典遊戲。

### 德國年度最佳遊戲
下列遊戲得到過德國年度最佳遊戲獎（Spiel des Jahres）：
- 驛馬當先（英语：Thurn and Taxis (board game)）（2006）
- 瀑布淘金客（英语：Niagara_(board_game)）（2005）
- 卡卡頌（2001）
- 曼哈頓（英语：Manhattan_(game)）（1994）
- 吹牛骰（1993）

### 德國遊戲獎
下列遊戲得到過德國遊戲獎（Deutschen Spiele Preis）前四名：
| 得獎年度 | 名次 | 遊戲名稱      | 已停止授權 |
| -------- | ---- | ------------- | ---------- |
| 2006     | 1    | 凱呂斯城      |            |
| 2006     | 2    | 驛馬當先      |            |
| 2005     | 1    | 路易十四      |            |
| 2005     | 2    | 瀑布淘金客    |            |
| 2004     | 1    | 聖彼德堡      |            |
| 2004     | 2    | 聖胡安        |            |
| 2004     | 3    | Attika        |            |
| 2003     | 1    | Amun Re       |            |
| 2003     | 2    | 阿罕布拉      | 是         |
| 2002     | 1    | 波多黎各      |            |
| 2002     | 2    | Trans America |            |
| 2001     | 1    | 卡卡頌        |            |
| 2000     | 4    | 佛羅倫斯王侯  |            |
| 1999     | 1    | Tikal         |            |
| 1998     | 1    | 兩河流域      |            |
| 1996     | 1    | 大王          |            |
| 1995     | 1    | 卡坦島        |            |
| 1994     | 1    | 誰是牛頭王    |            |
| 1993     | 4    | 吹牛骰        |            |

## 獎項
BrettSpielWelt在2004年被提名威比獎，並且獲得其中人民之聲獎項（People's Voice Award）。

## 外部連結
- Brettspielwelt BrettSpielWelt官方網站（页面存档备份，存于）
- 線上桌上遊戲網站一覽（页面存档备份，存于）